# Rogavčina
Rogavčina (izvirno srbsko Рогавчина) je naselje v Srbiji, ki upravno spada pod Občino Aleksandrovac; slednja pa je del Rasinskega upravnega okraja.

## Demografija
V naselju živi 192 polnoletnih prebivalcev, pri čemer je njihova povprečna starost 50,9 let (50,2 pri moških in 51,6 pri ženskah). Naselje ima 78 gospodinjstev, pri čemer je povprečno število članov na gospodinjstvo 2,74.
|  |

| Demografija | Demografija     | Demografija     |
| Leto        | Št. prebivalcev | Št. prebivalcev |
| ----------- | --------------- | --------------- |
|             |                 |                 |
|             |                 |                 |
|             |                 |                 |
|             |                 |                 |
| 1948        | 951             |                 |
| 1953        | 831             |                 |
| 1961        | 1091            |                 |
| 1971        | 829             |                 |
| 1981        | 687             |                 |
| 1991        | 410             | 408             |
| 2002        | 221             | 214             |
|             |                 |                 |

| Etnična sestava po popisu iz leta 2002 | Etnična sestava po popisu iz leta 2002 | Etnična sestava po popisu iz leta 2002 | Etnična sestava po popisu iz leta 2002 | Etnična sestava po popisu iz leta 2002 |
| -------------------------------------- | -------------------------------------- | -------------------------------------- | -------------------------------------- | -------------------------------------- |
| Srbi                                   | Srbi                                   |                                        | 213                                    | 99,53%                                 |
| Neznano                                | Neznano                                |                                        | 1                                      | 0,46%                                  |